# Sportclub Nürnberg 04
Lo Sportclub Maxvorstadt Nürnberg 04 e. V., nota anche come SC Nürnberg 04, è una società polisportiva tedesca di lunga tradizione nella lotta olimpica. È stato fondato il 13 giugno 1904 con il nome di 1. Athletenclub Maxvorstadt 04. La sezione maschile della lotta è stata campione di Germania nel 1926 e vicecampione negli anni 1922, 1923 e 1927.
Altre sezioni includono il pugilato, Jeet Kune Do, taekwondo, bowling, sport ricreativi compreso fitness e tennistavolo.

## Storia
Sotto la presidenza di Jean Beck, diciassette atleti pesanti di Norimberga fondarono il 1. Athletenclub Maxvorstadt 04 il 13 giugno 1904. I loro nomi erano: Auer, Hans Jäger, Hans Bauer, Gustav Knoll, Richard Baumann, Gustav Munkert, Peter Beck, Jean Seeger, Hans Bock, Simon Segitz, Fritz Del fo, Heinrich Schlegel, Max Denk, Heinrich Schmidtbauer, Michael Friedlein, Konrad Steiger, Hans e Weihberger, Karl.
Oltre alla lotta, nei primi anni si praticavano attivamente anche il sollevamento pesi e la ginnastica artistica. Le serate di allenamento si tenevano presso il Tivoli a Maxfeld. Il presidente fondatore, Jean Beck, guidò l'associazione fino al 1909; poi, sotto la quindicennale presidenza di Max Schlegel, si celebrarono i primi successi sportivi. Prima dello scoppio della Prima Guerra Mondiale, il numero dei soci crebbe fino a 150. Lo Sportclub Nürnberg 04, con 32 membri caduti in guerra, subì grandi perdite, come molti altri club nel nord di Norimberga, e ciò portò a fusioni con altre associazioni (Athletenclub Siegfried, SC Olympia, Sportklub Noris e AC Simson-Dirk van den Bergh), portando il numero dei membri a oltre 400 nel 1919.
Negli anni della fondazione si affermarono i primi successi regionali che fecero conoscere il nome dell'associazione a livello nazionale e consolidarono la reputazione di Norimberga come centro sportivo. Tra i suoi atleti di punta, Karl Döppel, campione nazionale nel peso medio, ottenne risultati straordinari, rendendo celebre il club. Grazie al suo stile aggressivo e alle sue vittorie spettacolari, Döppel divenne uno dei principali rappresentanti dell'associazione nei primi venti anni di storia. Per oltre venti anni, non subì che cinque sconfitte, e per sei anni non fu mai battuto in Germania, vincendo oltre 200 premi, tra cui 35 campionati, cinque titoli tedeschi e un titolo europeo.
I maggiori successi arrivarono ai Giochi olimpici estivi di Amsterdam 1928, quando il lottatore Kurt Leucht conquistò l'oro. L'arrivo di Leucht a Norimberga fu accolto da una folla festante, che lo accompagnò in trionfo allo Stadtparksaal, dove il sindaco Hermann Luppe celebrò i suoi meriti a nome della città.
Fino al 1936, i lottatori Eduard Sperling, Kurt Hornfischer e Jakob Brendel vinsero altre quattro medaglie olimpiche e numerosi titoli in campionati mondiali ed europei, oltre a molte vittorie nei campionati tedeschi e bavaresi. Dopo la Seconda Guerra Mondiale, il club si riprese velocemente, integrando nuove sezioni sportive come il tennis tavolo (fondato nel 1954), il bowling, il Jeet Kune Do, il taekwondo e la ginnastica.

## Atleti noti
- Jakob Brendel, lottatore, campione olimpico
- Karl Döppel, lottatore, campione europeo
- Kurt Hornfischer, lottatore, quattro volte campione europeo e bronzo olimpico nel 1936
- Kurt Leucht, lottatore, campione olimpico
- Franz Reitmeier, lottatore, campione mondiale